# أنا أحب الرجال
أنا أحب الرجال هو ألبوم استديو لعام 1984 من إنتاج إيرثا كيت، وهو أول ألبوم مسجل لها منذ 14 عامًا. تم تسجيل الألبوم في نيويورك في محطة الطاقة. من إنتاج منتج التسجيل الفرنسي جاك مورالي، الذي سبق له إنتاج تسجيلات من قبل فيلدج بيبيل وThe Ritchie Family. يتميز هذا الألبوم Kitt أداء ديسكو اليورو، ومسارات الرقص. أول أغنية منفردة من ألبوم «Where Is My Man» قد تم إصدارها مسبقًا في عام 1983 وعادت Kitt إلى الرسوم البيانية في المملكة المتحدة بعد غياب دام 28 عامًا. وصلت الأغنية إلى المرتبة 36 بعد دخول المخطط في نوفمبر 1983 ورسمت في عدة دول أوروبية.

## قائمة التشغيل
الجانب الأول:
1. «أنا أحب الرجال» - 7:03
2. «الأغنية العربية» - 5:48
3. «شوغر دادي» - 6:37

الجانب الثاني:
1. "La Grande Vie" - 5:41
2. «تونيت» - 5:04
3. «أين يا راجل» (يوروميكس) - 10:08

## شؤون الموظفين
- جاك مورالي - منتج
- هنري بيلولو - المنتج التنفيذي
- فريد زار - منظم
- كين دنكان - التصوير الفوتوغرافي
- مهندس ومختلط من قبل ب. شينيمان ود. غرينبرغ

## الرسوم البيانية الأسبوعية
قالب:Albumchartقالب:Albumchart
| Chart (1984) | Peak position |
| ------------ | ------------- |